# نيك بيرد
نيك بيرد (16 سبتمبر 1989 - ) (بالإنجليزية: Nick Beard)‏ هو لاعب كريكت نيوزلندي.

## وصلات خارجية
- نيك بيرد على موقع إي آس بي آن كريك إنفو (الإنجليزية)